# واپاشی پروتون

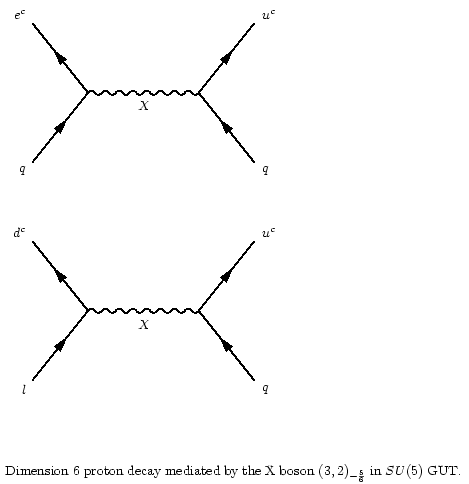
نمایی از حالت و ساختار یک‌نوع واپاشی پروتون

واپاشی پروتون(به انگلیسی: Proton decay) یک واپاشی هسته‌ای فرضی است که طی آن یک پروتون به یک پیون خنثی و یک پوزیترون تقسیم می‌شود. در حال حاضر هیچ آزمایش تجربی صحت این فرضیه را اثبات نکرده است.